# First Division 1987-1988
La First Division 1987-1988 è stata la 89ª edizione della massima serie del campionato inglese di calcio, disputato tra il 15 agosto 1987 e il 7 maggio 1988 e concluso con la vittoria del Liverpool, al suo diciassettesimo titolo.
Capocannoniere del torneo è stato John Aldridge (Liverpool) con 26 reti.

## Stagione

### Novità
Al posto delle retrocesse Leicester City, Manchester City e Aston Villa sono saliti dalla Second Division il Derby County e il Portsmouth, facendo così scendere il numero di partecipanti a 21.

### Formula
Al fine di arrivare a 20 squadre nella stagione successiva, venne confermato lo stesso sistema delle retrocessioni in vigore nella stagione precedente: le ultime tre retrocedevano automaticamente, mentre la quartultima avrebbe affrontato un torneo di play-off, partendo dalla semifinale contro la quinta classificata di Second Division. Gli accessi alle coppe europee, teoricamente riservati alla vincitrice (Coppa dei Campioni) fino alla quarta classificata (Coppa UEFA) erano bloccati per effetto del bando che la UEFA aveva disposto alle squadre inglesi dopo la Strage dell'Heysel.

### Avvenimenti
Rimanendo imbattuto per i primi 29 turni, il Liverpool mantenne saldamente il comando della classifica, cedendolo solo al QPR nella prima parte del campionato, in seguito ad alcune gare posposte. Concluso il girone di andata con 10 punti di vantaggio sull'Arsenal, i Reds proseguirono la loro marcia arrivando alla vigilia della prima sconfitta stagionale con 18 punti di distacco sul Manchester Utd; riportate, nei tre successivi incontri, le uniche due sconfitte stagionali, i Reds ripresero la marcia assicurandosi, con tre gare di anticipo, il diciassettesimo titolo.
In zona retrocessione, Portsmouth, Watford e Oxford Utd cedettero nel finale risultando automaticamente declassate fra la terzultima e la penultima giornata. Ai play-off ebbe accesso il Chelsea, che dopo aver disputato un girone di andata di buon livello declinò fino a farsi raggiungere da un Charlton in rimonta, ultimo per gran parte del torneo e infine salvatosi grazie alla miglior differenza reti nei confronti dei Pensioners. Ottenuto l'accesso alla doppia finale contro il Middlesbrough, al ritorno il Chelsea non riuscì a rimontare il 2-0 subìto all'andata, subendo anzi una squalifica per le intemperanze dei tifosi.

## Squadre partecipanti
| Club              | Stagione | Città               | Stadio            | Stagione precedente                   |
| ----------------- | -------- | ------------------- | ----------------- | ------------------------------------- |
| Arsenal           | dettagli | Londra              | Arsenal Stadium   | 1º posto in First Division            |
| Charlton          | dettagli | Londra              | Selhurst Park     | 1º posto in First Division            |
| Chelsea           | dettagli | Londra              | Stamford Bridge   | 1º posto in First Division            |
| Coventry City     | dettagli | Coventry            | Highfield Road    | 1º posto in First Division            |
| Derby County      | dettagli | Derby               | Baseball Ground   | 1º posto in Second Division, promosso |
| Everton           | dettagli | Liverpool           | Goodison Park     | 1º posto in First Division            |
| Liverpool         | dettagli | Liverpool           | Anfield           | 1º posto in First Division            |
| Luton Town        | dettagli | Luton               | Kenilworth Road   | 1º posto in First Division            |
| Manchester Utd    | dettagli | Manchester          | Old Trafford      | 1º posto in First Division            |
| Newcastle Utd     | dettagli | Newcastle upon Tyne | St James Park     | 1º posto in First Division            |
| Norwich City      | dettagli | Norwich             | Carrow Road       | 1º posto in First Division            |
| Nottingham Forest | dettagli | Nottingham          | City Ground       | 1º posto in First Division            |
| Oxford Utd        | dettagli | Oxford              | Manor Ground      | 1º posto in First Division            |
| Portsmouth        | dettagli | Portsmouth          | Fratton Park      | 2º posto in Second Division, promosso |
| QPR               | dettagli | Londra              | Loftus Road       | 1º posto in First Division            |
| Sheffield Weds    | dettagli | Sheffield           | Hillsborough Park | 1º posto in First Division            |
| Southampton       | dettagli | Southampton         | The Dell          | 1º posto in First Division            |
| Tottenham         | dettagli | Londra              | White Hart Lane   | 1º posto in First Division            |
| Watford           | dettagli | Watford             | Vicarage Road     | 1º posto in First Division            |
| West Ham Utd      | dettagli | Londra              | Boleyn Ground     | 1º posto in First Division            |
| Wimbledon FC      | dettagli | Londra              | Plough Lane       | 1º posto in First Division            |

## Allenatori
Non potendo condurre l'Everton nelle competizioni europee in seguito al bando per la strage dell'Heysel, l'allenatore campione uscente Howard Kendall si accasò all'Athletic Bilbao, venendo sostituito dal suo collaboratore Colin Harvey. Il Wimbledon FC si affidò a Bobby Gould dopo la partenza di Dave Bassett, il quale andò a sostituire Graham Taylor, che aveva a sua volta abbandonato la panchina del Watford dopo dieci anni per allenare l'Aston Villa in cadetteria. John Moore abbandonò dopo un anno la panchina del Luton Town, lasciando il proprio posto al suo vice Ray Harford, mentre nel Coventry City John Sillett prese il posto di George Curtis.

### Allenatori e primatisti
| Club              | Allenatore                                                                          | Calciatore più presente                               | Cannoniere                   |
| ----------------- | ----------------------------------------------------------------------------------- | ----------------------------------------------------- | ---------------------------- |
| Arsenal           | George Graham                                                                       | John Lukic, David Rocastle (40)                       | Alan Smith (11)              |
| Charlton          | Lennie Lawrence                                                                     | John Humphrey (40)                                    | Garth Crooks (10)            |
| Chelsea           | John Hollins (1ª-33ª) Robert Campbell (34ª-42ª)                                     | Tony Dorigo (40)                                      | Gordon Durie (12)            |
| Coventry City     | John Sillett                                                                        | Steve Ogrizovic (40)                                  | Cyrille Regis (10)           |
| Derby County      | Arthur Cox                                                                          | Nigel Callaghan, Peter Shilton, Geraint Williams (40) | George Gregory, Phil Gee (6) |
| Everton           | Colin Harvey                                                                        | Dave Watson (37)                                      | Graeme Sharp (26)            |
| Liverpool         | Kenny Dalglish                                                                      | Steve Nicol, Steve McMahon (40)                       | John Aldridge (26)           |
| Luton Town        | Ray Harford                                                                         | Tim Breacker (40)                                     | Mark Stein (11)              |
| Manchester Utd    | Alex Ferguson                                                                       | Mike Duxbury (39)                                     | Brian McClair (24)           |
| Newcastle Utd     | Willie McFaul                                                                       | Neil McDonald (40)                                    | Michael O'Neill (12)         |
| Norwich City      | Dave Stringer                                                                       | Kevin Drinkell, Bryan Gunn (38)                       | Kevin Drinkell (12)          |
| Nottingham Forest | Brian Clough                                                                        | Neil Webb (40)                                        | Nigel Clough (19)            |
| Oxford Utd        | Maurice Evans (1ª-34ª) Mark Lawrenson (35ª-42ª)                                     | Trevor Hebberd (39)                                   | Dean Saunders (12)           |
| Portsmouth        | James Alan Ball                                                                     | Barry Horne (39)                                      | Kevin Dillon (9)             |
| QPR               | Jim Smith                                                                           | Paul Parker (40)                                      | Gary Bannister (8)           |
| Sheffield Weds    | Howard Wilkinson                                                                    | Lawrence Madden, Mel Sterland, Nigel Worthington (38) | Lee Chapman (19)             |
| Southampton       | Chris Nicholl                                                                       | Colin Clarke (40)                                     | Colin Clarke (16)            |
| Tottenham         | David Pleat (1ª-13ª) Trevor Hartley e Doug Livermore (14ª) Terry Venables (15ª-42ª) | Chris Fairclough (40)                                 | Clive Allen (11)             |
| Watford           | Dave Bassett (1ª-25ª) Steve Harrison (26ª-42ª)                                      | John McClelland, Gary Porter (40)                     | Luther Loide Blissett (4)    |
| West Ham Utd      | John Lyall                                                                          | Tony Cottee (40)                                      | Tony Cottee (13)             |
| Wimbledon FC      | Bobby Gould                                                                         | Dave Beasant (40)                                     | John Fashanu (14)            |

## Classifica finale
|        | Pos. | Squadra           | Pt | G  | V  | N  | P  | GF | GS | DR  |
| ------ | ---- | ----------------- | -- | -- | -- | -- | -- | -- | -- | --- |
|        | 1.   | Liverpool         | 90 | 40 | 26 | 12 | 2  | 87 | 24 | +63 |
|        | 2.   | Manchester Utd    | 81 | 40 | 23 | 12 | 5  | 71 | 38 | +33 |
|        | 3.   | Nottingham Forest | 73 | 40 | 20 | 13 | 7  | 67 | 39 | +28 |
|        | 4.   | Everton           | 70 | 40 | 19 | 13 | 8  | 53 | 27 | +26 |
|        | 5.   | QPR               | 67 | 40 | 19 | 10 | 11 | 48 | 38 | +10 |
|        | 6.   | Arsenal           | 66 | 40 | 18 | 12 | 10 | 58 | 39 | +19 |
| [ 14 ] | 7.   | Wimbledon FC      | 57 | 40 | 14 | 15 | 11 | 58 | 47 | +11 |
|        | 8.   | Newcastle Utd     | 56 | 40 | 14 | 14 | 12 | 55 | 53 | +2  |
| [ 15 ] | 9.   | Luton Town        | 53 | 40 | 14 | 11 | 15 | 57 | 58 | -1  |
|        | 10.  | Coventry City     | 53 | 40 | 13 | 14 | 13 | 46 | 53 | -7  |
|        | 11.  | Sheffield Weds    | 53 | 40 | 15 | 8  | 17 | 52 | 66 | -14 |
|        | 12.  | Southampton       | 50 | 40 | 12 | 14 | 14 | 49 | 53 | -4  |
|        | 13.  | Tottenham         | 47 | 40 | 12 | 11 | 17 | 38 | 48 | -10 |
|        | 14.  | Norwich City      | 45 | 40 | 12 | 9  | 19 | 40 | 52 | -12 |
|        | 15.  | Derby County      | 43 | 40 | 10 | 13 | 17 | 35 | 45 | -10 |
|        | 16.  | West Ham Utd      | 42 | 40 | 9  | 15 | 16 | 40 | 52 | -12 |
|        | 17.  | Charlton          | 42 | 40 | 9  | 15 | 16 | 38 | 52 | -14 |
|        | 18.  | Chelsea           | 42 | 40 | 9  | 15 | 16 | 50 | 68 | -18 |
|        | 19.  | Portsmouth        | 35 | 40 | 7  | 14 | 19 | 36 | 66 | -30 |
|        | 20.  | Watford           | 32 | 40 | 7  | 11 | 22 | 27 | 51 | -24 |
|        | 21.  | Oxford Utd        | 31 | 40 | 6  | 13 | 21 | 44 | 80 | -36 |

Legenda:
      Campione d'Inghilterra.
  Partecipa al play-off interdivisionale.
      Retrocesse in Second Division 1988-1989.
Regolamento:
Tre punti a vittoria, uno a pareggio, zero a sconfitta.
A parità di punti le squadre venivano classificate secondo la differenza reti.
Note:
Nessuna squadra si qualificò alle coppe europee per effetto del bando dei club inglesi deciso dalla UEFA in seguito alla strage dell'Heysel.

### Squadra campione
| Formazione tipo | Giocatori (presenze)     |
| --- | ------------------------ |
| Grobbelaar Hansen Gillespie Ablett Nicol Houghton Barnes McMahon Whelan Aldridge Beardsley | Bruce Grobbelaar (38)    |
| Grobbelaar Hansen Gillespie Ablett Nicol Houghton Barnes McMahon Whelan Aldridge Beardsley | Steve Nicol (40)         |
| Grobbelaar Hansen Gillespie Ablett Nicol Houghton Barnes McMahon Whelan Aldridge Beardsley | Gary Ablett (17)         |
| Grobbelaar Hansen Gillespie Ablett Nicol Houghton Barnes McMahon Whelan Aldridge Beardsley | Gary Gillespie (35)      |
| Grobbelaar Hansen Gillespie Ablett Nicol Houghton Barnes McMahon Whelan Aldridge Beardsley | Alan Hansen (39)         |
| Grobbelaar Hansen Gillespie Ablett Nicol Houghton Barnes McMahon Whelan Aldridge Beardsley | Ray Houghton (28)        |
| Grobbelaar Hansen Gillespie Ablett Nicol Houghton Barnes McMahon Whelan Aldridge Beardsley | John Charles Barnes (38) |
| Grobbelaar Hansen Gillespie Ablett Nicol Houghton Barnes McMahon Whelan Aldridge Beardsley | Steve McMahon (40)       |
| Grobbelaar Hansen Gillespie Ablett Nicol Houghton Barnes McMahon Whelan Aldridge Beardsley | Ronnie Whelan (28)       |
| Grobbelaar Hansen Gillespie Ablett Nicol Houghton Barnes McMahon Whelan Aldridge Beardsley | Peter Beardsley (38)     |
| Grobbelaar Hansen Gillespie Ablett Nicol Houghton Barnes McMahon Whelan Aldridge Beardsley | John Aldridge (36)       |
| Altri giocatori: Craig Johnston (30), Nigel Spackman (27), Barry Venison (18), Mark Lawrenson (14), Jan Mølby (7), Paul Walsh (8), Kenny Dalglish (2), Mike Hooper (2), Alex Watson (2), John Wark (1), Kevin MacDonald (1) |                          |

## Risultati

### Tabellone
Fonte:
|                   | Ars  | Cha  | Che  | Cov  | Der  | Eve  | Liv  | Lut  | MnU  | New  | Nor  | Nof  | Oxf  | Por  | QPR  | ShW  | Sot  | Tot  | Wat  | WHU  | Wim  |
| ----------------- | ---- | ---- | ---- | ---- | ---- | ---- | ---- | ---- | ---- | ---- | ---- | ---- | ---- | ---- | ---- | ---- | ---- | ---- | ---- | ---- | ---- |
| Arsenal           | –––– | 4-0  | 3-1  | 1-1  | 2-1  | 1-1  | 1-2  | 2-1  | 1-2  | 1-1  | 2-0  | 0-2  | 2-0  | 6-0  | 0-0  | 3-1  | 0-1  | 2-1  | 0-1  | 1-0  | 3-0  |
| Charlton          | 0-3  | –––– | 2-2  | 2-2  | 0-1  | 0-0  | 0-2  | 1-0  | 1-3  | 2-0  | 2-0  | 1-2  | 0-0  | 2-1  | 0-1  | 3-1  | 1-1  | 1-1  | 1-0  | 3-0  | 1-1  |
| Chelsea           | 1-1  | 1-1  | –––– | 1-0  | 1-0  | 0-0  | 1-1  | 3-0  | 1-2  | 2-2  | 1-0  | 4-3  | 2-1  | 0-0  | 1-1  | 2-1  | 0-1  | 0-0  | 1-1  | 1-1  | 1-1  |
| Coventry City     | 0-0  | 0-0  | 3-3  | –––– | 0-3  | 1-2  | 1-4  | 4-0  | 0-0  | 1-3  | 0-0  | 0-3  | 1-0  | 1-0  | 0-0  | 3-0  | 2-3  | 2-1  | 1-0  | 0-0  | 3-3  |
| Derby County      | 0-0  | 1-1  | 2-0  | 2-0  | –––– | 0-0  | 1-1  | 1-0  | 1-2  | 2-1  | 1-2  | 0-1  | 0-1  | 0-0  | 0-2  | 2-2  | 2-0  | 1-2  | 1-1  | 1-0  | 0-1  |
| Everton           | 1-2  | 1-1  | 4-1  | 1-2  | 3-0  | –––– | 1-0  | 2-0  | 2-1  | 1-0  | 1-0  | 1-0  | 0-0  | 2-1  | 2-0  | 4-0  | 1-0  | 0-0  | 2-0  | 3-1  | 2-2  |
| Liverpool         | 2-0  | 3-2  | 2-1  | 4-0  | 4-0  | 2-0  | –––– | 1-1  | 3-3  | 4-0  | 0-0  | 5-0  | 2-0  | 4-0  | 4-0  | 1-0  | 1-1  | 1-0  | 4-0  | 0-0  | 2-1  |
| Luton Town        | 1-1  | 1-0  | 3-0  | 0-1  | 1-0  | 2-1  | 0-1  | –––– | 1-1  | 4-0  | 1-2  | 1-1  | 7-4  | 4-1  | 2-1  | 2-2  | 2-2  | 2-0  | 2-1  | 2-2  | 2-0  |
| Manchester Utd    | 0-0  | 0-0  | 3-1  | 1-0  | 4-1  | 2-1  | 1-1  | 3-0  | –––– | 2-2  | 2-1  | 2-2  | 3-1  | 4-1  | 2-1  | 4-1  | 0-2  | 1-0  | 2-0  | 3-1  | 2-1  |
| Newcastle Utd     | 0-1  | 2-1  | 3-1  | 2-2  | 0-0  | 1-1  | 1-4  | 4-0  | 1-0  | –––– | 1-3  | 0-1  | 3-1  | 1-1  | 1-1  | 2-2  | 2-1  | 2-0  | 3-0  | 2-1  | 1-2  |
| Norwich City      | 2-4  | 2-0  | 3-0  | 3-1  | 1-2  | 0-3  | 0-0  | 2-2  | 1-0  | 1-1  | –––– | 0-2  | 4-2  | 0-1  | 1-1  | 0-3  | 0-1  | 2-1  | 0-0  | 4-1  | 0-1  |
| Nottingham Forest | 0-1  | 2-2  | 3-2  | 4-1  | 2-1  | 0-0  | 2-1  | 1-1  | 0-0  | 0-2  | 2-0  | –––– | 5-3  | 5-0  | 4-0  | 3-0  | 3-3  | 3-0  | 1-0  | 0-0  | 0-0  |
| Oxford Utd        | 0-0  | 2-1  | 4-4  | 1-0  | 0-0  | 1-1  | 0-3  | 2-5  | 0-2  | 1-3  | 3-0  | 0-2  | –––– | 4-2  | 2-0  | 0-3  | 0-0  | 0-0  | 1-1  | 1-2  | 2-5  |
| Portsmouth        | 1-1  | 1-1  | 0-3  | 0-0  | 2-1  | 0-1  | 0-2  | 3-1  | 1-2  | 1-2  | 2-2  | 0-1  | 2-2  | –––– | 0-1  | 1-2  | 2-2  | 0-0  | 1-1  | 2-1  | 2-1  |
| QPR               | 2-0  | 2-0  | 3-1  | 1-2  | 1-1  | 1-0  | 0-1  | 2-0  | 0-2  | 1-1  | 3-0  | 2-1  | 3-2  | 2-1  | –––– | 1-1  | 3-0  | 2-0  | 0-0  | 0-1  | 1-0  |
| Sheffield Weds    | 3-3  | 2-0  | 3-0  | 0-3  | 2-1  | 1-0  | 1-5  | 0-2  | 2-4  | 0-1  | 1-0  | 0-1  | 1-1  | 1-0  | 3-1  | –––– | 2-1  | 0-3  | 2-3  | 2-1  | 1-0  |
| Southampton       | 4-2  | 0-1  | 3-0  | 1-2  | 1-2  | 0-4  | 2-2  | 1-1  | 2-2  | 1-1  | 0-0  | 1-1  | 3-0  | 0-2  | 0-1  | 1-1  | –––– | 2-1  | 1-0  | 2-1  | 2-2  |
| Tottenham         | 1-2  | 0-1  | 1-0  | 2-2  | 0-0  | 2-1  | 0-2  | 2-1  | 1-1  | 3-1  | 1-3  | 1-1  | 3-0  | 0-1  | 1-1  | 2-0  | 2-1  | –––– | 2-1  | 2-1  | 0-3  |
| Watford           | 2-0  | 2-1  | 0-3  | 0-1  | 1-1  | 1-2  | 1-4  | 0-1  | 0-1  | 1-1  | 0-1  | 0-0  | 3-0  | 0-0  | 0-1  | 1-3  | 0-1  | 1-1  | –––– | 1-2  | 1-0  |
| West Ham Utd      | 0-1  | 1-1  | 4-1  | 1-1  | 1-1  | 0-0  | 1-1  | 1-1  | 1-1  | 2-1  | 2-0  | 3-2  | 1-1  | 1-1  | 0-3  | 0-1  | 2-1  | 0-1  | 1-0  | –––– | 1-2  |
| Wimbledon FC      | 3-1  | 4-1  | 2-2  | 1-2  | 2-1  | 1-1  | 1-1  | 2-0  | 2-1  | 0-0  | 1-0  | 1-1  | 1-1  | 2-2  | 1-2  | 1-1  | 2-0  | 3-0  | 1-2  | 1-1  | –––– |

### Calendario
| andata (1ª) | andata (1ª)           | Prima giornata             | ritorno (26ª) | ritorno (26ª) |
|             |                       |                            |               |               |
| 15 ago.     | 1-2                   | Arsenal-Liverpool          | 0-2           | 16 gen.       |
| 15 ago.     | 1-0                   | Watford-Wimbledon FC       | 2-1           | 16 gen.       |
| 15 ago.     | 2-2                   | Southampton-Manchester Utd | 2-0           | 16 gen.       |
| 15 ago.     | 4-2                   | Oxford Utd-Portsmouth      | 2-2           | 16 gen.       |
| 15 ago.     | 1-0                   | Everton-Norwich City       | 3-0           | 16 gen.       |
| 15 ago.     | 1-0                   | Derby County-Luton Town    | 0-1           | 16 gen.       |
| 15 ago.     | 2-1                   | Coventry City-Tottenham    | 2-2           | 16 gen.       |
| 15 ago.     | 2-1                   | Chelsea-Sheffield Weds     | 0-3           | 16 gen.       |
| 15 ago.     | 1-2                   | Charlton-Nottingham Forest | 2-2           | 16 gen.       |
| 15 ago.     | 0-3                   | West Ham Utd-QPR           | 1-0           | 16 gen.       |
| 15 ago.     | Riposa: Newcastle Utd |                            |               | 16 gen.       |

| andata (2ª) | andata (2ª)          | Seconda giornata          | ritorno (27ª) | ritorno (27ª) |
|             |                      |                           |               |               |
| 18 ago.     | 0-1                  | Luton Town-Coventry City  | 0-4           | 15 mar.       |
| 18 ago.     | 0-3                  | Portsmouth-Chelsea        | 0-0           | 23 gen.       |
| 18 ago.     | 1-1                  | Sheffield Weds-Oxford Utd | 3-0           | 13 apr.       |
| 18 ago.     | 1-1                  | Wimbledon FC-Everton      | 2-2           | 29 mar.       |
| 19 ago.     | 3-1                  | Tottenham-Newcastle Utd   | 0-2           | 23 gen.       |
| 19 ago.     | 1-1                  | QPR-Derby County          | 2-0           | 13 apr.       |
| 19 ago.     | 1-0                  | Nottingham Forest-Watford | 0-0           | 23 gen.       |
| 19 ago.     | 0-1                  | Norwich City-Southampton  | 0-0           | 23 gen.       |
| 19 ago.     | 0-0                  | Manchester Utd-Arsenal    | 1-2           | 24 gen.       |
| 15 set.     | 3-2                  | Liverpool-Charlton        | 2-0           | 23 gen.       |
| 15 set.     | Riposa: West Ham Utd |                           |               | 23 gen.       |

| andata (1ª) | andata (1ª)           | Prima giornata             | ritorno (26ª) | ritorno (26ª) |
|             |                       |                            |               |               |
| 15 ago.     | 1-2                   | Arsenal-Liverpool          | 0-2           | 16 gen.       |
| 15 ago.     | 1-0                   | Watford-Wimbledon FC       | 2-1           | 16 gen.       |
| 15 ago.     | 2-2                   | Southampton-Manchester Utd | 2-0           | 16 gen.       |
| 15 ago.     | 4-2                   | Oxford Utd-Portsmouth      | 2-2           | 16 gen.       |
| 15 ago.     | 1-0                   | Everton-Norwich City       | 3-0           | 16 gen.       |
| 15 ago.     | 1-0                   | Derby County-Luton Town    | 0-1           | 16 gen.       |
| 15 ago.     | 2-1                   | Coventry City-Tottenham    | 2-2           | 16 gen.       |
| 15 ago.     | 2-1                   | Chelsea-Sheffield Weds     | 0-3           | 16 gen.       |
| 15 ago.     | 1-2                   | Charlton-Nottingham Forest | 2-2           | 16 gen.       |
| 15 ago.     | 0-3                   | West Ham Utd-QPR           | 1-0           | 16 gen.       |
| 15 ago.     | Riposa: Newcastle Utd |                            |               | 16 gen.       |

| andata (2ª) | andata (2ª)          | Seconda giornata          | ritorno (27ª) | ritorno (27ª) |
|             |                      |                           |               |               |
| 18 ago.     | 0-1                  | Luton Town-Coventry City  | 0-4           | 15 mar.       |
| 18 ago.     | 0-3                  | Portsmouth-Chelsea        | 0-0           | 23 gen.       |
| 18 ago.     | 1-1                  | Sheffield Weds-Oxford Utd | 3-0           | 13 apr.       |
| 18 ago.     | 1-1                  | Wimbledon FC-Everton      | 2-2           | 29 mar.       |
| 19 ago.     | 3-1                  | Tottenham-Newcastle Utd   | 0-2           | 23 gen.       |
| 19 ago.     | 1-1                  | QPR-Derby County          | 2-0           | 13 apr.       |
| 19 ago.     | 1-0                  | Nottingham Forest-Watford | 0-0           | 23 gen.       |
| 19 ago.     | 0-1                  | Norwich City-Southampton  | 0-0           | 23 gen.       |
| 19 ago.     | 0-0                  | Manchester Utd-Arsenal    | 1-2           | 24 gen.       |
| 15 set.     | 3-2                  | Liverpool-Charlton        | 2-0           | 23 gen.       |
| 15 set.     | Riposa: West Ham Utd |                           |               | 23 gen.       |

| andata (3ª) | andata (3ª)      | Terza giornata              | ritorno (25ª) | ritorno (25ª) |
|             |                  |                             |               |               |
| 22 ago.     | 2-2              | Luton Town-West Ham Utd     | 1-1           | 2 gen.        |
| 22 ago.     | 2-0              | Manchester Utd-Watford      | 1-0           | 2 gen.        |
| 22 ago.     | 1-1              | Wimbledon FC-Oxford Utd     | 5-2           | 2 gen.        |
| 22 ago.     | 1-0              | Tottenham-Chelsea           | 0-0           | 2 gen.        |
| 22 ago.     | 0-1              | Sheffield Utd-Newcastle Utd | 2-2           | 2 gen.        |
| 22 ago.     | 2-0              | QPR-Arsenal                 | 0-0           | 2 gen.        |
| 22 ago.     | 2-2              | Portsmouth-Southampton      | 2-0           | 3 gen.        |
| 22 ago.     | 0-0              | Nottingham Forest-Everton   | 0-1           | 3 gen.        |
| 22 ago.     | 3-1              | Norwich City-Coventry City  | 0-0           | 20 feb.       |
| 29 set.     | 4-0              | Liverpool-Derby County      | 1-1           | 16 mar.       |
| 29 set.     | Riposa: Charlton |                             |               | 16 mar.       |

| andata (4ª) | andata (4ª)        | Quarta giornata                 | ritorno (24ª) | ritorno (24ª) |
|             |                    |                                 |               |               |
| 29 ago.     | 1-3                | Charlton-Manchester Utd         | 0-0           | 1 gen.        |
| 29 ago.     | 0-1                | Derby County-Wimbledon FC       | 1-2           | 1 gen.        |
| 29 ago.     | 2-0                | West Ham Utd-Norwich City       | 1-4           | 1 gen.        |
| 29 ago.     | 6-0                | Arsenal-Portsmouth              | 1-1           | 1 gen.        |
| 29 ago.     | 1-1                | Watford-Tottenham               | 1-2           | 1 gen.        |
| 29 ago.     | 0-1                | Southampton-QPR                 | 0-3           | 1 gen.        |
| 29 ago.     | 0-1                | Newcastle Utd-Nottingham Forest | 2-0           | 1 gen.        |
| 29 ago.     | 4-0                | Everton-Sheffield Weds          | 0-1           | 1 gen.        |
| 29 ago.     | 1-4                | Coventry City-Liverpool         | 0-4           | 1 gen.        |
| 29 ago.     | 3-0                | Chelsea-Luton Town              | 0-3           | 1 gen.        |
| 29 ago.     | Riposa: Oxford Utd |                                 |               | 1 gen.        |

| andata (3ª) | andata (3ª)      | Terza giornata              | ritorno (25ª) | ritorno (25ª) |
|             |                  |                             |               |               |
| 22 ago.     | 2-2              | Luton Town-West Ham Utd     | 1-1           | 2 gen.        |
| 22 ago.     | 2-0              | Manchester Utd-Watford      | 1-0           | 2 gen.        |
| 22 ago.     | 1-1              | Wimbledon FC-Oxford Utd     | 5-2           | 2 gen.        |
| 22 ago.     | 1-0              | Tottenham-Chelsea           | 0-0           | 2 gen.        |
| 22 ago.     | 0-1              | Sheffield Utd-Newcastle Utd | 2-2           | 2 gen.        |
| 22 ago.     | 2-0              | QPR-Arsenal                 | 0-0           | 2 gen.        |
| 22 ago.     | 2-2              | Portsmouth-Southampton      | 2-0           | 3 gen.        |
| 22 ago.     | 0-0              | Nottingham Forest-Everton   | 0-1           | 3 gen.        |
| 22 ago.     | 3-1              | Norwich City-Coventry City  | 0-0           | 20 feb.       |
| 29 set.     | 4-0              | Liverpool-Derby County      | 1-1           | 16 mar.       |
| 29 set.     | Riposa: Charlton |                             |               | 16 mar.       |

| andata (4ª) | andata (4ª)        | Quarta giornata                 | ritorno (24ª) | ritorno (24ª) |
|             |                    |                                 |               |               |
| 29 ago.     | 1-3                | Charlton-Manchester Utd         | 0-0           | 1 gen.        |
| 29 ago.     | 0-1                | Derby County-Wimbledon FC       | 1-2           | 1 gen.        |
| 29 ago.     | 2-0                | West Ham Utd-Norwich City       | 1-4           | 1 gen.        |
| 29 ago.     | 6-0                | Arsenal-Portsmouth              | 1-1           | 1 gen.        |
| 29 ago.     | 1-1                | Watford-Tottenham               | 1-2           | 1 gen.        |
| 29 ago.     | 0-1                | Southampton-QPR                 | 0-3           | 1 gen.        |
| 29 ago.     | 0-1                | Newcastle Utd-Nottingham Forest | 2-0           | 1 gen.        |
| 29 ago.     | 4-0                | Everton-Sheffield Weds          | 0-1           | 1 gen.        |
| 29 ago.     | 1-4                | Coventry City-Liverpool         | 0-4           | 1 gen.        |
| 29 ago.     | 3-0                | Chelsea-Luton Town              | 0-3           | 1 gen.        |
| 29 ago.     | Riposa: Oxford Utd |                                 |               | 1 gen.        |

| andata (5ª) | andata (5ª)          | Quinta giornata               | ritorno (29ª) | ritorno (29ª) |
|             |                      |                               |               |               |
| 31 ago.     | 2-1                  | Portsmouth-West Ham Utd       | 1-1           | 13 feb.       |
| 31 ago.     | 1-1                  | Luton Town-Arsenal            | 2-1           | 13 feb.       |
| 31 ago.     | 3-1                  | Manchester Utd-Chelsea        | 2-1           | 13 feb.       |
| 31 ago.     | 0-3                  | Sheffield Weds-Coventry City  | 0-3           | 13 feb.       |
| 1 set.      | 4-1                  | Wimbledon FC-Charlton         | 1-1           | 13 feb.       |
| 1 set.      | 3-0                  | Tottenham-Oxford Utd          | 0-0           | 13 feb.       |
| 1 set.      | 1-1                  | Norwich City-Newcastle Utd    | 3-1           | 13 feb.       |
| 2 set.      | 1-0                  | QPR-Everton                   | 0-2           | 13 feb.       |
| 2 set.      | 3-3                  | Nottingham Forest-Southampton | 1-1           | 13 feb.       |
| 24 nov.     | 4-0                  | Liverpool-Watford             | 4-1           | 13 feb.       |
| 24 nov.     | Riposa: Derby County |                               |               | 13 feb.       |

| andata (6ª) | andata (6ª)     | Sesta giornata               | ritorno (28ª) | ritorno (28ª) |
|             |                 |                              |               |               |
| 5 set.      | 0-1             | Charlton-QPR                 | 0-2           | 6 feb.        |
| 5 set.      | 0-0             | Derby County-Portsmouth      | 1-2           | 6 feb.        |
| 5 set.      | 2-5             | Oxford Utd-Luton Town        | 4-7           | 6 feb.        |
| 5 set.      | 0-1             | Watford-Norwich City         | 0-0           | 6 feb.        |
| 5 set.      | 1-1             | West Ham Utd-Liverpool       | 0-0           | 6 feb.        |
| 5 set.      | 4-3             | Chelsea-Nottingham Forest    | 2-3           | 6 feb.        |
| 5 set.      | 0-0             | Coventry City-Manchester Utd | 0-1           | 6 feb.        |
| 5 set.      | 0-0             | Everton-Tottenham            | 1-2           | 9 mar.        |
| 5 set.      | 1-2             | Newcastle Utd-Wimbledon FC   | 0-0           | 6 feb.        |
| 5 set.      | 1-1             | Southampton-Sheffield Weds   | 1-2           | 6 feb.        |
| 5 set.      | Riposa: Arsenal |                              |               | 6 feb.        |

| andata (5ª) | andata (5ª)          | Quinta giornata               | ritorno (29ª) | ritorno (29ª) |
|             |                      |                               |               |               |
| 31 ago.     | 2-1                  | Portsmouth-West Ham Utd       | 1-1           | 13 feb.       |
| 31 ago.     | 1-1                  | Luton Town-Arsenal            | 2-1           | 13 feb.       |
| 31 ago.     | 3-1                  | Manchester Utd-Chelsea        | 2-1           | 13 feb.       |
| 31 ago.     | 0-3                  | Sheffield Weds-Coventry City  | 0-3           | 13 feb.       |
| 1 set.      | 4-1                  | Wimbledon FC-Charlton         | 1-1           | 13 feb.       |
| 1 set.      | 3-0                  | Tottenham-Oxford Utd          | 0-0           | 13 feb.       |
| 1 set.      | 1-1                  | Norwich City-Newcastle Utd    | 3-1           | 13 feb.       |
| 2 set.      | 1-0                  | QPR-Everton                   | 0-2           | 13 feb.       |
| 2 set.      | 3-3                  | Nottingham Forest-Southampton | 1-1           | 13 feb.       |
| 24 nov.     | 4-0                  | Liverpool-Watford             | 4-1           | 13 feb.       |
| 24 nov.     | Riposa: Derby County |                               |               | 13 feb.       |

| andata (6ª) | andata (6ª)     | Sesta giornata               | ritorno (28ª) | ritorno (28ª) |
|             |                 |                              |               |               |
| 5 set.      | 0-1             | Charlton-QPR                 | 0-2           | 6 feb.        |
| 5 set.      | 0-0             | Derby County-Portsmouth      | 1-2           | 6 feb.        |
| 5 set.      | 2-5             | Oxford Utd-Luton Town        | 4-7           | 6 feb.        |
| 5 set.      | 0-1             | Watford-Norwich City         | 0-0           | 6 feb.        |
| 5 set.      | 1-1             | West Ham Utd-Liverpool       | 0-0           | 6 feb.        |
| 5 set.      | 4-3             | Chelsea-Nottingham Forest    | 2-3           | 6 feb.        |
| 5 set.      | 0-0             | Coventry City-Manchester Utd | 0-1           | 6 feb.        |
| 5 set.      | 0-0             | Everton-Tottenham            | 1-2           | 9 mar.        |
| 5 set.      | 1-2             | Newcastle Utd-Wimbledon FC   | 0-0           | 6 feb.        |
| 5 set.      | 1-1             | Southampton-Sheffield Weds   | 1-2           | 6 feb.        |
| 5 set.      | Riposa: Arsenal |                              |               | 6 feb.        |

| andata (7ª) | andata (7ª)           | Settima giornata             | ritorno (22ª) | ritorno (22ª) |
|             |                       |                              |               |               |
| 12 set.     | 1-2                   | Norwich City-Derby County    | 2-1           | 26 dic.       |
| 12 set.     | 1-1                   | Portsmouth-Charlton          | 1-2           | 26 dic.       |
| 12 set.     | 1-1                   | Wimbledon FC-West Ham Utd    | 2-1           | 26 dic.       |
| 12 set.     | 2-3                   | Sheffield Weds-Watford       | 3-1           | 26 dic.       |
| 12 set.     | 0-1                   | Nottingham Forest-Arsenal    | 2-0           | 26 dic.       |
| 12 set.     | 2-0                   | Liverpool-Oxford Utd         | 3-0           | 26 dic.       |
| 12 set.     | 2-1                   | Luton Town-Everton           | 0-2           | 26 dic.       |
| 12 set.     | 2-2                   | Manchester Utd-Newcastle Utd | 0-1           | 26 dic.       |
| 12 set.     | 3-1                   | QPR-Chelsea                  | 1-1           | 26 dic.       |
| 12 set.     | 2-1                   | Tottenham-Southampton        | 1-2           | 26 dic.       |
| 12 set.     | Riposa: Coventry City |                              |               | 26 dic.       |

| andata (8ª) | andata (8ª)         | Ottava giornata                 | ritorno (23ª) | ritorno (23ª) |
|             |                     |                                 |               |               |
| 19 set.     | 2-2                 | Derby County-Sheffield Weds     | 1-2           | 28 dic.       |
| 19 set.     | 0-1                 | West Ham Utd-Tottenham          | 1-2           | 28 dic.       |
| 19 set.     | 0-0                 | Watford-Portsmouth              | 1-1           | 28 dic.       |
| 19 set.     | 2-0                 | Oxford Utd-QPR                  | 2-3           | 28 dic.       |
| 19 set.     | 0-3                 | Coventry City-Nottingham Forest | 1-4           | 28 dic.       |
| 19 set.     | 1-0                 | Charlton-Luton Town             | 0-1           | 28 dic.       |
| 19 set.     | 3-0                 | Arsenal-Wimbledon FC            | 1-3           | 28 dic.       |
| 19 set.     | 1-0                 | Chelsea-Norwich City            | 0-3           | 28 dic.       |
| 19 set.     | 2-1                 | Everton-Manchester Utd          | 1-2           | 28 dic.       |
| 20 set.     | 1-4                 | Newcastle Utd-Liverpool         | 0-4           | 28 dic.       |
| 20 set.     | Riposa: Southampton |                                 |               | 28 dic.       |

| andata (7ª) | andata (7ª)           | Settima giornata             | ritorno (22ª) | ritorno (22ª) |
|             |                       |                              |               |               |
| 12 set.     | 1-2                   | Norwich City-Derby County    | 2-1           | 26 dic.       |
| 12 set.     | 1-1                   | Portsmouth-Charlton          | 1-2           | 26 dic.       |
| 12 set.     | 1-1                   | Wimbledon FC-West Ham Utd    | 2-1           | 26 dic.       |
| 12 set.     | 2-3                   | Sheffield Weds-Watford       | 3-1           | 26 dic.       |
| 12 set.     | 0-1                   | Nottingham Forest-Arsenal    | 2-0           | 26 dic.       |
| 12 set.     | 2-0                   | Liverpool-Oxford Utd         | 3-0           | 26 dic.       |
| 12 set.     | 2-1                   | Luton Town-Everton           | 0-2           | 26 dic.       |
| 12 set.     | 2-2                   | Manchester Utd-Newcastle Utd | 0-1           | 26 dic.       |
| 12 set.     | 3-1                   | QPR-Chelsea                  | 1-1           | 26 dic.       |
| 12 set.     | 2-1                   | Tottenham-Southampton        | 1-2           | 26 dic.       |
| 12 set.     | Riposa: Coventry City |                              |               | 26 dic.       |

| andata (8ª) | andata (8ª)         | Ottava giornata                 | ritorno (23ª) | ritorno (23ª) |
|             |                     |                                 |               |               |
| 19 set.     | 2-2                 | Derby County-Sheffield Weds     | 1-2           | 28 dic.       |
| 19 set.     | 0-1                 | West Ham Utd-Tottenham          | 1-2           | 28 dic.       |
| 19 set.     | 0-0                 | Watford-Portsmouth              | 1-1           | 28 dic.       |
| 19 set.     | 2-0                 | Oxford Utd-QPR                  | 2-3           | 28 dic.       |
| 19 set.     | 0-3                 | Coventry City-Nottingham Forest | 1-4           | 28 dic.       |
| 19 set.     | 1-0                 | Charlton-Luton Town             | 0-1           | 28 dic.       |
| 19 set.     | 3-0                 | Arsenal-Wimbledon FC            | 1-3           | 28 dic.       |
| 19 set.     | 1-0                 | Chelsea-Norwich City            | 0-3           | 28 dic.       |
| 19 set.     | 2-1                 | Everton-Manchester Utd          | 1-2           | 28 dic.       |
| 20 set.     | 1-4                 | Newcastle Utd-Liverpool         | 0-4           | 28 dic.       |
| 20 set.     | Riposa: Southampton |                                 |               | 28 dic.       |

| andata (9ª) | andata (9ª)       | Nona giornata                  | ritorno (30ª) | ritorno (30ª) |
|             |                   |                                |               |               |
| 26 set.     | 0-1               | Derby County-Oxford Utd        | 0-0           | 20 feb.       |
| 26 set.     | 1-0               | Arsenal-West Ham Utd           | 1-0           | 12 apr.       |
| 26 set.     | 1-2               | Everton-Coventry City          | 2-1           | 19 apr.       |
| 26 set.     | 2-1               | Newcastle Utd-Southampton      | 3-1           | 1 mar.        |
| 26 set.     | 2-0               | Sheffield Weds-Charlton        | 2-0           | 20 feb.       |
| 26 set.     | 1-0               | Manchester Utd-Tottenham       | 3-0           | 23 feb.       |
| 26 set.     | 0-2               | Norwich City-Nottingham Forest | 0-2           | 4 mag.        |
| 26 set.     | 2-1               | Portsmouth-Wimbledon FC        | 0-1           | 19 apr.       |
| 26 set.     | 2-0               | QPR-Luton Town                 | 1-1           | 19 apr.       |
| 26 set.     | 0-3               | Watford-Chelsea                | 1-2           | 29 mar.       |
| 26 set.     | Riposa: Liverpool |                                |               | 29 mar.       |

| andata (10ª) | andata (10ª)              | Decima giornata           | ritorno (31ª) | ritorno (31ª) |
|              |                           |                           |               |               |
| 3 ott.       | 0-3                       | Charlton-Arsenal          | 0-4           | 27 feb.       |
| 3 ott.       | 1-0                       | Coventry City-Watford     | 1-0           | 27 feb.       |
| 3 ott.       | 3-0                       | Oxford Utd-Norwich City   | 1-1           | 16 mar.       |
| 3 ott.       | 1-1                       | West Ham Utd-Derby County | 0-1           | 27 feb.       |
| 3 ott.       | 2-2                       | Chelsea-Newcastle Utd     | 1-3           | 27 feb.       |
| 3 ott.       | 1-2                       | Wimbledon FC-QPR          | 0-1           | 27 feb.       |
| 3 ott.       | 2-0                       | Tottenham-Sheffield Weds  | 3-0           | 27 feb.       |
| 3 ott.       | 0-4                       | Southampton-Everton       | 0-1           | 27 feb.       |
| 3 ott.       | 1-1                       | Luton Town-Manchester Utd | 0-3           | 12 apr.       |
| 3 ott.       | 4-0                       | Liverpool-Portsmouth      | 2-0           | 27 feb.       |
| 3 ott.       | Riposa: Nottingham Forest |                           |               | 27 feb.       |

| andata (9ª) | andata (9ª)       | Nona giornata                  | ritorno (30ª) | ritorno (30ª) |
|             |                   |                                |               |               |
| 26 set.     | 0-1               | Derby County-Oxford Utd        | 0-0           | 20 feb.       |
| 26 set.     | 1-0               | Arsenal-West Ham Utd           | 1-0           | 12 apr.       |
| 26 set.     | 1-2               | Everton-Coventry City          | 2-1           | 19 apr.       |
| 26 set.     | 2-1               | Newcastle Utd-Southampton      | 3-1           | 1 mar.        |
| 26 set.     | 2-0               | Sheffield Weds-Charlton        | 2-0           | 20 feb.       |
| 26 set.     | 1-0               | Manchester Utd-Tottenham       | 3-0           | 23 feb.       |
| 26 set.     | 0-2               | Norwich City-Nottingham Forest | 0-2           | 4 mag.        |
| 26 set.     | 2-1               | Portsmouth-Wimbledon FC        | 0-1           | 19 apr.       |
| 26 set.     | 2-0               | QPR-Luton Town                 | 1-1           | 19 apr.       |
| 26 set.     | 0-3               | Watford-Chelsea                | 1-2           | 29 mar.       |
| 26 set.     | Riposa: Liverpool |                                |               | 29 mar.       |

| andata (10ª) | andata (10ª)              | Decima giornata           | ritorno (31ª) | ritorno (31ª) |
|              |                           |                           |               |               |
| 3 ott.       | 0-3                       | Charlton-Arsenal          | 0-4           | 27 feb.       |
| 3 ott.       | 1-0                       | Coventry City-Watford     | 1-0           | 27 feb.       |
| 3 ott.       | 3-0                       | Oxford Utd-Norwich City   | 1-1           | 16 mar.       |
| 3 ott.       | 1-1                       | West Ham Utd-Derby County | 0-1           | 27 feb.       |
| 3 ott.       | 2-2                       | Chelsea-Newcastle Utd     | 1-3           | 27 feb.       |
| 3 ott.       | 1-2                       | Wimbledon FC-QPR          | 0-1           | 27 feb.       |
| 3 ott.       | 2-0                       | Tottenham-Sheffield Weds  | 3-0           | 27 feb.       |
| 3 ott.       | 0-4                       | Southampton-Everton       | 0-1           | 27 feb.       |
| 3 ott.       | 1-1                       | Luton Town-Manchester Utd | 0-3           | 12 apr.       |
| 3 ott.       | 4-0                       | Liverpool-Portsmouth      | 2-0           | 27 feb.       |
| 3 ott.       | Riposa: Nottingham Forest |                           |               | 27 feb.       |

## Spareggi

### Play-out
L'ultimo posto valido per la retrocessione in Second Division era assegnato tramite play-off a quattro, strutturato tramite un torneo a semifinali e finale. Vi accedeva la diciottesima classificata, che si scontrava con la quinta di seconda divisione; la vincitrice dell'incontro avrebbe affrontato in finale la vincente dell'altra semifinale, che vedeva opposte la terza e la quarta di Second Division. Tutti gli incontri si svolgono con gare di andata e ritorno.

#### Tabellone
|  | Semifinali | Semifinali    | Semifinali | Semifinali | Semifinali |  |  | Finale  | Finale        | Finale | Finale | Finale |  |
|  |            |               |            |            |            |  |  |         |               |        |        |        |  |
|  | 5ª(SD)     | Blackburn     | 0          | 1          | 1          |  |  |         |               |        |        |        |  |
|  | 18ª(FD)    | Chelsea       | 2          | 4          | 6          |  |  | 18ª(FD) | Chelsea       | 0      | 1      | 1      |  |
|  | 3ª(SD)     | Middlesbrough | 1          | 2          | 3          |  |  | 3ª(SD)  | Middlesbrough | 2      | 0      | 2      |  |
|  | 4ª(SD)     | Bradford City | 2          | 0          | 2          |  |  |         |               |        |        |        |  |

#### Semifinali
| Blackburn     | 0-2       | Chelsea       | Blackburn, 15 maggio 1988     |  |  |  |  |
| Chelsea       | 4-1       | Blackburn     | Londra, 18 maggio 1988        |  |  |  |  |
|               |           |               |                               |  |  |  |  |
| Bradford City | 2-1       | Middlesbrough | Bradford, 15 maggio 1988      |  |  |  |  |
| Middlesbrough | 2-0 (dts) | Bradford City | Middlesbrough, 18 maggio 1988 |  |  |  |  |
|               |           |               |                               |  |  |  |  |

#### finale
|               | Risultati |               | Luogo e data                  |
| ------------- | --------- | ------------- | ----------------------------- |
| Middlesbrough | 2-0       | Chelsea       | Middlesbrough, 25 maggio 1988 |
| Chelsea       | 1-0       | Middlesbrough | Londra, 28 maggio 1988        |
|               |           |               |                               |

## Statistiche

### Squadre

#### Capoliste solitarie
|    | —— | ——        | ——        | ——        | —— | —— | ——  | —— | ——  | ——        | ——        | ——        | ——        | ——        | ——        | ——        | ——        | ——        | ——        | ——        | ——        | ——        | ——        | ——        | ——        | ——        | ——        | ——        | ——        | ——        | ——        | ——        | ——        | ——        | ——        | ——        | ——        | ——        | ——        | —— |  |
|    |    | Liverpool | Liverpool | Liverpool |    |    | Liv |    |     | Liverpool | Liverpool | Liverpool | Liverpool | Liverpool | Liverpool | Liverpool | Liverpool | Liverpool | Liverpool | Liverpool | Liverpool | Liverpool | Liverpool | Liverpool | Liverpool | Liverpool | Liverpool | Liverpool | Liverpool | Liverpool | Liverpool | Liverpool | Liverpool | Liverpool | Liverpool | Liverpool | Liverpool | Liverpool | Liverpool |    |  |
|    |    |           |           |           |    |    |     |    |     |           |           |           |           |           |           |           |           |           |           |           |           |           |           |           |           |           |           |           |           |           |           |           |           |           |           |           |           |           |           |    |  |
|    |    |           |           |           |    |    |     |    |     |           |           |           |           |           |           |           |           |           |           |           |           |           |           |           |           |           |           |           |           |           |           |           |           |           |           |           |           |           |           |    |  |
| 1ª | 2ª | 3ª        | 4ª        | 5ª        | 6ª | 7ª | 8ª  | 9ª | 10ª | 11ª       | 12ª       | 13ª       | 14ª       | 15ª       | 16ª       | 17ª       | 18ª       | 19ª       | 20ª       | 21ª       | 22ª       | 23ª       | 24ª       | 25ª       | 26ª       | 27ª       | 28ª       | 29ª       | 30ª       | 31ª       | 32ª       | 33ª       | 34ª       | 35ª       | 36ª       | 37ª       | 38ª       | 39ª       | 40ª       |    |  |

#### Primati stagionali
Squadre
- Maggior numero di vittorie: Liverpool (26)
- Minor numero di sconfitte: Liverpool (2)
- Migliore attacco: Liverpool (87)
- Miglior difesa: Liverpool (24)
- Miglior differenza reti: Liverpool (+63)
- Maggior numero di pareggi: Wimbledon FC, West Ham, Charlton, Chelsea (15)
- Minor numero di pareggi: Sheffield Weds (8)
- Maggior numero di sconfitte: Watford (22)
- Minor numero di vittorie: Oxford Utd (6)
- Peggior attacco: Watford (27)
- Peggior difesa: Oxford Utd (80)
- Peggior differenza reti: Oxford Utd (-36)

### Individuali

#### Classifica marcatori
Fonte:
| Gol | Rigori |  | Giocatore       | Squadra           |
| --- | ------ |  | --------------- | ----------------- |
| 26  | 9      |  | John Aldridge   | Liverpool         |
| 24  | 5      |  | Brian McClair   | Manchester Utd    |
| 19  |        |  | Lee Chapman     | Sheffield Weds    |
| 19  | 3      |  | Nigel Clough    | Nottingham Forest |
| 16  | 4      |  | Colin Clarke    | Southampton       |
| 15  |        |  | John Barnes     | Liverpool         |
| 15  |        |  | Peter Beardsley | Liverpool         |
| 14  |        |  | John Fashanu    | Wimbledon FC      |
| 13  |        |  | Tony Cottee     | West Ham          |
| 13  |        |  | Graeme Sharp    | Everton           |
| 13  |        |  | Neil Webb       | Nottingham Forest |
| 12  |        |  | Michael O'Neill | Newcastle Utd     |
| 12  | 1      |  | Kevin Drinkell  | Norwich City      |
| 12  | 6      |  | Dean Saunders   | Oxford Utd        |
| 12  | 7      |  | Gordon Durie    | Chelsea           |